# Овчинников, Николай Васильевич
Никола́й Васи́льевич Овчи́нников (14 октября 1918, Мижули, Чебоксарский уезд, Казанская губерния, РСФСР — 18 февраля 2004, Чебоксары, Российская Федерация) — советский и российский художник-живописец, педагог, общественный деятель. 
Кандидат искусствоведения (1955), профессор (1973). Народный художник РСФСР (1984). Секретарь правления Союза художников РСФСР (1970—1975).

## Основные даты
Родился в 1918 году в деревне Мижули Чебоксарского уезда Казанской губернии (ныне Мариинско-Посадский район Чувашии).
Учился в Алатырском художественно-гравёрном училище (1937).
В 1939—1945 годах участвовал в Финской кампании на Карельском перешейке и Великой Отечественной войне.
С 1944 года — член Союза художников СССР.
В 1951 году окончил Ленинградский институт живописи, скульптуры и архитектуры имени И. Е. Репина Академии художеств СССР (мастерская профессора Рудольфа Френца). В 1954 году присвоено ученое звание кандидат искусствоведения.
С 1960 года — доцент кафедры изобразительных искусств художественно-графического факультета Чувашского государственного педагогического института имени И. Я. Яковлева
Секретарь правления Союза художников РСФСР (1961—1983).
Председатель правления Союза художников Чувашской АССР (1963—1989).
Профессор кафедры живописи (1973)

## Выставки
Участник зональных, всесоюзных, всероссийских и зарубежных выставок. Н.В. Овчинников участвовал на следующих выставках: республиканских (с 1950); на выставках на III и IV Всемирном фестивале молодежи и студентов (Бухарест, 1953; Варшава, 1955); Всесоюзных художественных (Москва, 1954, 1957, 1958, 1963); «Советская Россия» (Москва, 1960, 1975); «На страже мира» (Москва, 1965); зональных «Большая Волга» (1964, 1967, 1969, 1980, 1985); «По родной стране» (Москва, 1981). Персональные выставки организованы в Чебоксарах в 1963-1964, 1968, 1969, 1974, 1976, 1979, 1982, 1988; Москве в 1978; Горьком в 1978. 
Персональные выставки в США, Японии, Франции, Англии, Германии.

## Галерея

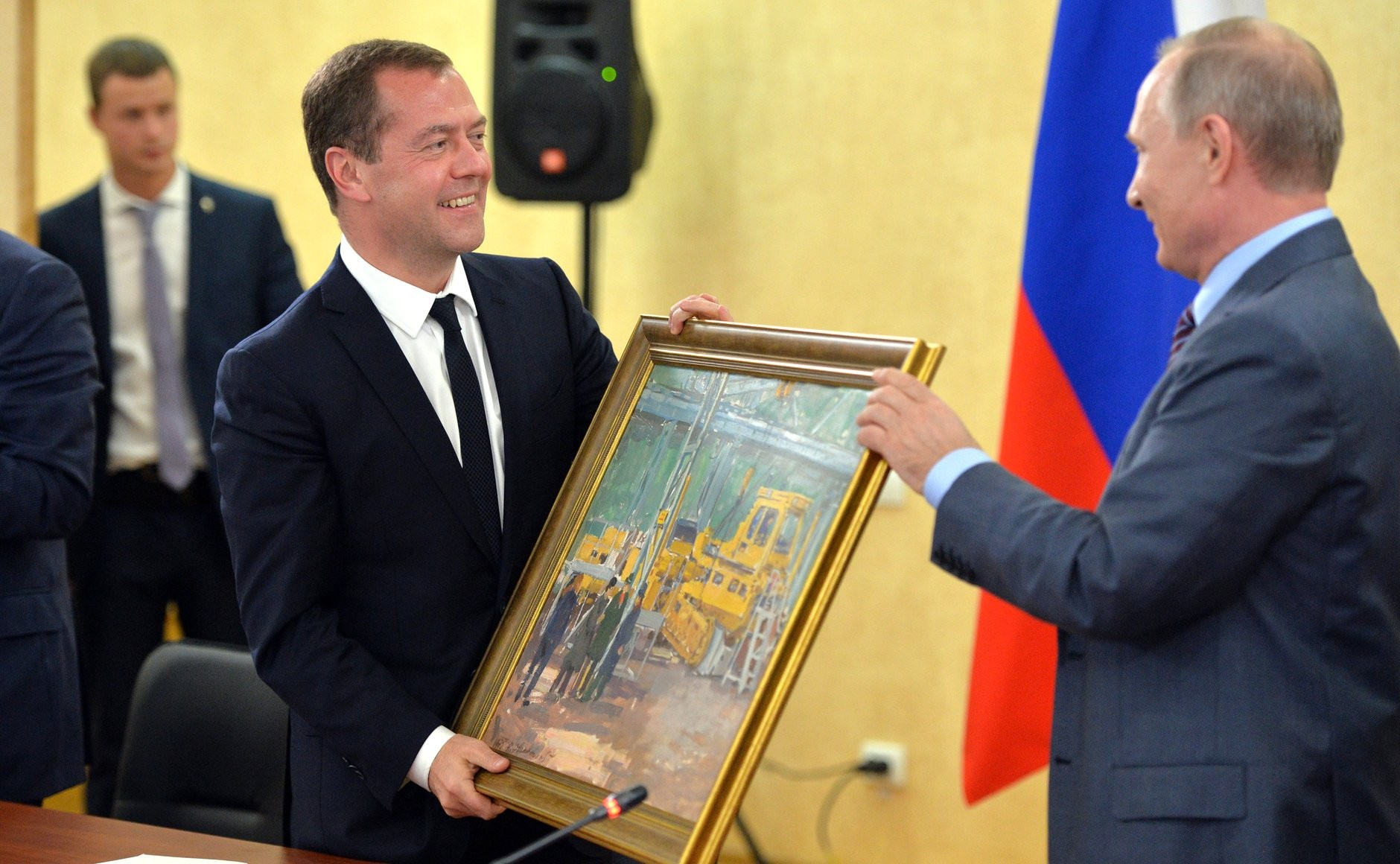
Момент преподнесения подарка В. В. Путина Д. А. Медведеву.
Керчь, Республика Крым, Российская Федерация. 15 сентября 2016

Портрет А. В. Чапаева в экспозиции музея В. И. Чапаева в Чебоксарах

Картины Н. В. Овчинникова хранятся в 34 музеях России и мира, в частных коллекциях.
15 сентября 2016 года картину Николая Овчинникова «В цеху» президент РФ Владимир Путин подарил Дмитрию Медведеву в честь прошедшего дня рождения. На картине изображен один из цехов Чебоксарского завода промышленных тракторов.
В ночь на 8 мая 2021 года в полицию заявила 42-летняя женщина: на садовом участке в СНТ «Протон», расположенном во Всеволожском районе Ленинградской области, из двухэтажного нежилого дома были похищены несколько сотен картин Н. В. Овчинникова стоимостью около 4 миллионов рублей. По ее словам, картины ей на хранение передал брат художника.

## Звания и награды
- Народный художник РСФСР (1984)
- Заслуженный художник РСФСР (1976)
- Народный художник Чувашской АССР (1968)
- Заслуженный деятель искусств Чувашской АССР
- орден Отечественной войны 2 степени
- орден Дружбы народов (1978)
- Государственная премия Чувашской АССР им. К. В. Иванова (1975)
- Занесен в Почётную книгу Трудовой Славы и Героизма Чувашской АССР (1990)

- Золотая медаль Национальной академии наук и искусств Чувашской Республики (2002)
- Академик Национальной академии наук и искусств Чувашской Республики (1995)

## Память
- Мемориальная доска в память о Николае Овчинникове установлена на доме в Чебоксарах (ул. Ленинградская, 31), где проживал художник[3].
- Улица Овчинникова в д. Мижули на родине художника[4].
- 18—23 мая 2015 года в Мариинском Посаде прошёл I Всероссийский пленэр имени Н. В. Овчинникова[5].
- В 2003 году в селе Первое Чурашево Мариинско-Посадского района открылась картинная галерея-музей художника Николая Овчинникова[6].